# Siseme aristoteles
Siseme aristoteles is een vlindersoort uit de familie van de prachtvlinders (Riodinidae), onderfamilie Riodininae.
Siseme aristoteles werd in 1809 beschreven door Latreille.